# Protosceloides
Protosceloides is een geslacht van kevers uit de familie bladkevers (Chrysomelidae).
De wetenschappelijke naam van het geslacht werd in 1968 gepubliceerd door Medvedev.

## Soorten
- Protosceloides nitidicornis Medvedev, 1968